# Baía de Flandres
A Baía de Flandres é uma grande baía situada entre os cabos Renard e Willems, junto à costa oeste da Terra de Graham, na Antártida. Explorada em 1898 pela Expedição Antártica Belga sob o comando de Gerlache, que a batizou, provavelmente devido à área histórica assim chamada, agora parte constituinte da França, Bélgica e os Países baixos.